# Jean-Albert Belin
Pour les articles homonymes, voir Belin.
Jean-Albert Belin (né à Besançon en 1615 et décédé le 29 avril 1677) est évêque de Belley de 1663 à 1677, ainsi qu'un auteur d'ouvrages sur l'alchimie.

## Biographie
Il est issu d'une famille de magistrats originaire de Besançon, où il naît vers 1615, fils de Jean trésorier de la ville et de Claude Brun, fille d'un conseiller au Parlement. Il commence ses études dans sa ville natale et les poursuit à l'université de Bourges où il obtient ses degrés en théologie. Il décide de se consacrer à la vie religieuse régulière et fait procession de foi comme bénédictin à l’abbaye de Faverney dans le diocèse de Besançon, qui suivait la réforme de la congrégation de Saint-Vanne et Saint-Hydulphe, mais qui relevait de l'Ordre de Cluny et où il professe en 1629. À la fin de ses études, ses supérieurs l’envoient successivement à Cluny, La Charité-sur-Loire et Saint-Étienne de Nevers. Son engagement religieux est marqué par les conflits internes aux bénédictins qui éclatent entre Les partisans de la congrégation de Saint-Maur, de la Sainte-Vanne et de Cluny. Il abandonne la Sainte-Vanne pour Cluny le 19 décembre 1630. Il devient Grand-prieur, fonction que son futur successeur à l'épiscopat exercera également.
Il obtient un certain succès comme prédicateur à Paris, où il fait des conférences sur les principaux articles de la foi chrétienne. À partir de la décennie 1640, il publie des travaux de spiritualité dont un petit ouvrage intitulé « Preuves convaincantes du christianisme » en 1666, qu’il dédie au Ministre Jean-Baptiste Colbert. Il contribue à faire nommer le fils de ce dernier comme prieur de La Charité sur Loire. Ses liens avec la puissante famille ministérielle favorise vraisemblablement sa désignation comme évêque de Belley en 1665 et sa consécration l'année suivante par Nicolas de Colbert, évêque de Luçon.
Il est l'auteur d'un ensemble d'ouvrages, que l'on peut considérer comme scientifique, présentant une alchimie chrétienne. Il est intéressant que plusieurs de ces livres ont été republiés depuis 1970.

## Ouvrages principaux
- Les Avantures du philosophe inconnu, en la recherche & en l'invention de la pierre philosophale. Divisées en quatre livres... 1646, réédité en 1976[4] et en 2007[5]
- Les emblèmes eucharistiques 1647[6]
- La Poudre de sympathie justifiee 1658[7]
- Die wunderlichen Begebenheiten deß unbekandten Philosophi in Such- und Findung deß Steins der Weisen : in vier Bücher eingetheilet : in deren letztern so deutlich und klar geredet wird, wie man denselben machen soll, daß noch niemahls mit solcher Auffrichtigkeit davon geredet worden 1673[8]
- Traité des talismans ou figures astrales : dans lequel est monstré que leurs effets, & vertus admirables sont naturelles, & enseigné la maniere de les faire, & de s'en servir avec un profit & advantage merveilleux 1658[9], réédité en 1978[10]
- Apologie du grand œuvre, ou Elixir des philosophes ; dit vulgairement pierre philosophale. Où la possibilité de cette œuvre est demonstrée tres-clairement... 1659[11]
- Les Preuves convainquantes des véritez du christianisme 1666[12]
- Abhandlung von den Talismans oder astralischen Figuren, in welcher gezeigt wird, dass ihre Wirkungen und wunderbahren Eigenschaften natürlich sind, und die Art sie zu verfertigen und sich ihrer mit einem bewundernswürdigen Vortheil zu bedienen, gelehrt wird 1671
- La Magie naturelle : méthodes d'utilisation des talismans et pantacles, le pouvoir des pierres, des plantes, correspondances planétaires, signatures célestes, 1974 Texte remanié de : "La Fabrication des talismans suivant le rituel occulte"[4]